# Orectospira tectiformis
Orectospira tectiformis is een slakkensoort uit de familie van de Turritellidae. De wetenschappelijke naam van de soort is voor het eerst geldig gepubliceerd in 1880 door Watson.